# Haiku
Haiku是一个开源软件项目，开始于2001年。目标是创立一个与BeOS兼容的自由操作系统。2004年前，它称作OpenBeOS。2003年，在纽约州成立了一个非營利的组织以支持该项目。
Haiku采用C++语言开发，并提供面向对象的应用程序接口。Haiku计划与BeOS在二进制与源代码上皆兼容。